# Chiltern Hills
Die Chiltern Hills sind ein aus Kreide bestehender Hügelzug in Südostengland. Sie erstrecken sich in einer Südwest-Nordostdiagonale von der Themse in Oxfordshire über ganz Buckinghamshire bis nach Dunstable in Bedfordshire. Die Hügel werden auch Chilterns genannt, stimmen ungefähr mit der südlichsten Ausdehnung der Vergletscherung während der Würmeiszeit überein und sind Teil der südenglischen Kreideformation.
Der höchste Punkt der Chilterns ist mit 267 m der Haddington Hill bei Wendover in Buckinghamshire mit einer Schartenhöhe von 180 m. Weitere bedeutende Hügel sind Coombe Hil (260 m) und Ivinghoe Beacon (249 m); letzterer ist Ausgangspunkt zweier Fernwanderwege, des Icknield Way und des Ridgeway. Die steil abfallenden Dunstable Downs (243 m) ganz im Osten sind bei Segelfliegern sehr beliebt. Zu den Flüssen, die in den Chilterns entspringen, gehören unter anderem River Lea, River Ver, River Misbourne, River Chess und River Gade.
Die sanft abfallenden Hänge im Südwesten der Chilterns sind mit ausgedehnten Buchenwäldern bewachsen. Aufgrund der guten Qualität des Holzes war die Gegend um Chesham und High Wycombe für ihre Stuhl-Industrie bekannt. Ein großer Teil des Hügelzuges ist als Area of Outstanding Natural Beauty klassifiziert und unterliegt deshalb besonderen Planungsvorschriften. Nach den Hügeln ist auch ein Verwaltungsbezirk im zentralen Buckinghamshire, der Chiltern District und ein Freilichtmuseum, das Chiltern Open Air Museum benannt.

## Städte in den Chiltern Hills oder in deren Nähe
- Amersham
- Beaconsfield
- Berkhamsted
- Chesham
- Dunstable
- Hemel Hempstead
- Henley-on-Thames
- High Wycombe
- Luton
- Princes Risborough
- Reading
- Tring
- Wendover